# Shixinggia oblita
Shixinggia oblita es la única especie conocida del género extinto Shixinggia ("de Shixing") de dinosaurio terópodo ovirraptórido, que vivió a finales del Cretácico, hace aproximadamente 70 millones de años, en el Maastrichtiense, en lo que hoy es Asia. Sus restos fueron encontrados en el condado de Shixing, provincia de Guangdong, China. El Shixinggia midió aproximadamente 1,50 metros. Se lo conoce por restos postcraneales apenas más avanzados que el Nomingia. Lü et al.  describió al espécimen del Shixinggia como un ovirraptórido, pudiendo tratarse de un cenagnátido. junto con el más avanzado Heyuannia, Shixinggia es uno de los pocos ovirraptorosaurianos descubiertos en China. No se ha recobrado el cráneo, el espécimen (BVP-112) is known from a fair amount of post-cranial material that shows it was a fairly derived oviraptorosaur, ligeramente más avanzado que Nomingia, de la superfamilia Caenagnathoidea. Lü et al. lo describe como oviraptórido, pero posiblemente sea un cenagnatido.